# Kralice nad Oslavou
Kralice nad Oslavou – miejscowość i gmina (obec) w Czechach, w kraju Wysoczyna, w powiecie Třebíč. W 2022 roku liczyła 1012 mieszkańców.
W miejscowości jest stacja kolejowa Kralice nad Oslavou.